# Katharina Gernet
Katharina Gernet (geb. 1967 in München) ist eine deutsche Ethnologin und Übersetzerin für Leichte und Einfache Sprache.

## Leben
Katharina Gernet wurde 1967 in München geboren. Sie studierte Slawistik, Anglistik und Ethnologie in München, Wolgograd, Leiden und Halle an der Saale. Zwischen 1994 und 2006 führten sie fast jährlich Forschungsaufenthalte nach Sibirien und auf Kamtschatka. Sie arbeitete am Max-Planck-Institut für ethnologische Forschung und wurde 2011 an der Philosophischen Fakultät der Martin-Luther-Universität Halle-Wittenberg im Fach Ethnologie promoviert.
Danach gab sie mehrere Jahre lang Kurse in Deutsch als Fremd- bzw. Zweitsprache. Außerdem unterrichtete sie nicht oder wenig literalisierte Erwachsene im Lesen und Schreiben. Nebenher bildete sie sich zur Übersetzerin für Leichte und Einfache Sprache fort.

## Publikationen
- „Kto chočet, pust’ molčit, a ja molčat’ ne stanu ...“ [„Wer da will, möge stillhalten, ich aber werde nicht schweigen …“]: Vladimir Germanovič Bogoraz (1865–1936) – Eine Biobibliographie. München, 1999, Mitteilungen des Osteuropa-Instituts München 33, ISBN 3-921396-45-X
- Mit den Bären im Wald: Das Leben einer Korjakin aus Mittel-Kamtschatka im russischen Fernen Osten. Frauenfeld : Waldgut, 2007 [Teil der Reihe Gedächtnis der Völker] ISBN 978-3-03740-365-5
- Evenen – Jäger, Rentierhirten, Fischer: Zur Geschichte eines nordostsibirischen Volkes im russischen Zarenreich. Wiesbaden : Harrassowitz, 2007. [= Tunguso-Sibiricia 24] ISBN 978-3-447-05610-6
- „Kulturrevolution“ in Zentral-Kamtschatka: Die Integration der evenischen Rentiernomaden in die sowjetische Gesellschaft. Wiesbaden : Harrassowitz, 2008. [= Tunguso-Sibirica 25] ISBN 978-3-447-05687-8
- Vom Bleiben in Zeiten globaler Mobilität: Räume und Spielräume der Lebensgestaltung junger indigener Frauen im russischen Norden. Frankfurt, M. : Lang, 2011. ISBN 978-3-631-62145-5
- Märchen erzählen in leichter Sprache: das Praxisbuch. Mit Methoden, Regeln und 12 ausgearbeiteten Märchen. München : Don Bosco, 2017, 1. Auflage. ISBN 978-3-7698-2276-2
- Mein Märchen-Buch in leichter Sprache: 6 Märchen der Brüder Grimm. München : Don Bosco, 2017, 1. Auflage. ISBN 978-3-7698-2277-9
- Lew Tolstoj: Der Apfelbaum und andere Erzählungen. Aus dem Russischen übertragen in Einfache Sprache von Katharina Gernet. Casekow: Passanten Verlag. ISBN 978-3-945653-34-0
- Gracia Deledda: Die Kirche der Einsamkeit. In Einfache Sprache übertragen von Katharina Gernet. Casekow: Passanten Verlag. ISBN 978-3-945653-41-8
- Michail Soschtschenko: Im Badehaus und andere Geschichten. Aus dem Russischen übertragen in Einfache Sprache von Katharina Gernet. Casekow: Passanten Verlag. ISBN 978-3-945653-42-5